# Cladiella globuliferoides
Cladiella globuliferoides is een zachte koraalsoort uit de familie Alcyoniidae. De koraalsoort komt uit het geslacht Cladiella. Cladiella globuliferoides werd in 1931 voor het eerst wetenschappelijk beschreven door Thomson & Dean. 